# Шарду Ниражулуј (Муреш)
Шарду Ниражулуј (рум. Șardu Nirajului) насеље је у Румунији у округу Муреш у општини Миеркуреа Ниражулуј. Oпштина се налази на надморској висини од 355 m.

## Становништво
Према подацима из 2002. године у насељу је живело 447 становника.

### Попис2002.
| Расподела становништва по националности 2002.‍ | Расподела становништва по националности 2002.‍ | Расподела становништва по националности 2002.‍ | Расподела становништва по националности 2002.‍ | Расподела становништва по националности 2002.‍ |
| --------------------------------------------- | --------------------------------------------- | --------------------------------------------- | --------------------------------------------- | --------------------------------------------- |
|                                               |                                               |                                               |                                               |                                               |
| Румуни                                        | Румуни                                        |                                               | 92                                            | 20,6%                                         |
| Мађари                                        | Мађари                                        |                                               | 318                                           | 71,1%                                         |
| Роми                                          | Роми                                          |                                               | 37                                            | 8,3%                                          |